# Madison Lilley
Pour les articles homonymes, voir Lilley.
Madison Paige Lilley, née le 15 avril 1999 à Overland Park aux États-Unis, est une joueuse internationale américaine de volley-ball évoluant au poste de passeuse.

## Biographie

### Carrière
Originaire de l'État du Kansas, elle commence à jouer au volley-ball dans des tournois scolaires locaux avec l'équipe de la Blue Valley West HS (en). En parallèle, elle joue également avec le KC Power avant de rejoindre le championnat NCAA sous les couleurs de l'équipe du Kentucky (it). Elle remporte le titre national lors de sa dernière saison en 2020, — disputé au printemps 2021 en raison de la pandémie de Covid-19 aux États-Unis — où elle désignée meilleure joueuse NCAA. Au cours de sa période universitaire, elle reçoit également plusieurs prix individuels.
Lors de la saison 2021-2022, elle signe son premier contrat professionnel avec le SC Potsdam, équipe avec laquelle elle est finaliste de la 1.Bundesliga, remportée par le MTV Stuttgart.
Lors de l'intersaison 2022, elle rejoint la Ligue A française en s'engageant avec le Béziers Volley. Avec les Angels, elle remporte la Coupe de France 2023 après la victoire en finale face au RC Cannes.
Lors de la saison 2023-2024, elle intègre le staff de son ancien équipe universitaire du Kentucky (it) en tant qu'entraîneure adjoint.

### Équipe nationale américaine
Avec les sélections américaines de jeunes, elle est finaliste du championnat du monde des moins de 18 ans en 2015 et finaliste du championnat d'Amérique du Nord des moins de 20 ans en 2016. L'année suivante, elle remporte la Coupe panaméricaine des moins de 20 ans 2017.
Elle intègre la sélection américaine en 2019, année où elle remporte la Coupe panaméricaine.

## Clubs
- SC Potsdam (2021–2022)
- Béziers Volley (2022–2023)

## Palmarès

### Universitaire
- Championnat NCAA (1) :
  - Vainqueur en 2020.

### En sélection
- Championnat du monde des moins de 18 ans :
  - Finaliste en 2015.

- Championnat d'Amérique du Nord des moins de 20 ans :
  - Finaliste en 2016.

- Coupe panaméricaine des moins de 20 ans (1) :
  - Vainqueur en 2017.

- Coupe panaméricaine (1) :
  - Vainqueur en 2019.

### En club
- Championnat d'Allemagne :
  - Finaliste en 2022.

- Coupe de France (1) :
  - Vainqueur en 2023.

### Distinctions individuelles
- Meilleure joueuse de la NCAA Division I en 2020.

## Vie personnelle
Elle est fiancée avec l'ancien joueur universitaire de basket-ball du Kentucky Nate Sestina (en).